# سراي (وان)
سراي (بالتركية: Saray, Van)‏ هي بلدة ومُديريَّة تقع في ولاية وان بتركيا. تصل مساحتها إلى 872 كم²، وترتفع عن سطح البحر حوالي 2095 م.